# エメルソン・アパレシド・レイテ・デ・ソウザ・ジュニオール
エメルソン・ロイヤル（Emerson Royal）こと、エメルソン・アパレシド・レイテ・デ・ソウザ・ジュニオール（Emerson Aparecido Leite de Souza Junior, 1999年1月14日 - ）は、ブラジル・サンパウロ州サンパウロ出身のサッカー選手。CRフラメンゴ所属。ブラジル代表。ポジションはDF（RSB）。

## 経歴

### クラブ
SEパルメイラス、サンパウロFCなどのユースチームを経て、2015年にAAポンチ・プレッタに入団。2017年2月22日のカンピオナート・パウリスタのCAリネンセ戦でプロデビュー。同年11月5日のECバイーア戦で、ブラジル全国選手権初出場。翌2018年4月27日にアトレチコ・ミネイロに移籍。5月19日のクルゼイロEC戦で移籍後初出場。9月30日のスポルチ・レシフェ戦で、プロ初ゴールを決め、2018年シーズンは全国選手権で23試合に出場した。
2019年1月31日、FCバルセロナとレアル・ベティスが共同でエメルソンを獲得し、バルセロナからレアル・ベティスにレンタル移籍する形で移籍した。移籍金は1200万で、FCバルセロナとは2024年までの契約となる。複雑な契約形態となっており、移籍金1200万ユーロをバルセロナとレアル・ベティスが折半し、レンタル期間が満了する2021年6月にバルセロナが獲得を望む場合、600万ユーロをレアル・ベティスに支払いバルセロナに加入し、獲得を望まない場合はレアル・ベティスが600万ユーロを支払ってレアル・ベティスに完全移籍することになる。
2021年6月3日、7月1日より正式にバルセロナに加入することが発表。バルセロナから移籍する場合、移籍金の20パーセントがレアル・ベティスに支払われる。しかしながら、セルジーニョ・デストやセルジ・ロベルトらとのポジション争いに敗れ、更にバルセロナのクラブ内の財政事情が悪化していたこともあり、資金繰りの意味合いで加入早々に移籍の噂が流れていった。
2021年8月31日、トッテナム・ホットスパーFCと2026年までの契約を結び、背番号は12番と発表された。
2024年8月12日、1年間の延長オプション付きで2028年6月30日までACミランと契約を締結。背番号は22番と発表された。2024年8月24日、セリエA第2節パルマ・カルチョ1913戦にて後半67分、ダヴィデ・カラブリアと交代で途中出場しセリエAデビューを果たした。
2025年7月26日、CRフラメンゴに移籍した。

### 代表
2017年にU-20のブラジル代表の一員でトゥーロン国際大会に出場。2019年には南米ユース選手権にも出場している。